# Алансон (Мичиген)
Алансон (енгл. Alanson) град је у америчкој савезној држави Мичиген.

## Демографија
По попису из 2010. године број становника је 738, што је 47 (-6,0%) становника мање него 2000. године.
| Група             | 2000.       | 2010.       |
| Белци             | 697 (88,8%) | 675 (91,5%) |
| Афроамериканци    | 7 (0,9%)    | 0 (0,0%)    |
| Азијати           | 1 (0,1%)    | 2 (0,3%)    |
| Хиспаноамериканци | 8 (1,0%)    | 10 (1,4%)   |
| Укупно            | 785         | 738         |